# Liogenys rufoflava
Liogenys rufoflava är en skalbaggsart som beskrevs av Moser 1918. Liogenys rufoflava ingår i släktet Liogenys och familjen Melolonthidae. Inga underarter finns listade i Catalogue of Life.